# شهرستان هاکون (داکوتای جنوبی)
شهرستان هاکون، داکوتای جنوبی (به انگلیسی: Haakon County, South Dakota) یک سکونتگاه مسکونی در ایالات متحده آمریکا است که در داکوتای جنوبی واقع شده‌است.

## خصوصیات
شهرستان هاکون ۴٬۷۳۲ کیلومترمربع مساحت دارد.